# Église Saint-Jean-Baptiste de Javron
L'église Saint-Jean-Baptiste est une église catholique située à Javron-les-Chapelles, en Mayenne, en France.

## Localisation
L'église est située dans le bourg de Javron, commune associée à la commune des Chapelles depuis 1973, dans le département français de la Mayenne.

## Architecture
Le clocher est classé au titre des monuments historiques depuis le 12 septembre 1931.

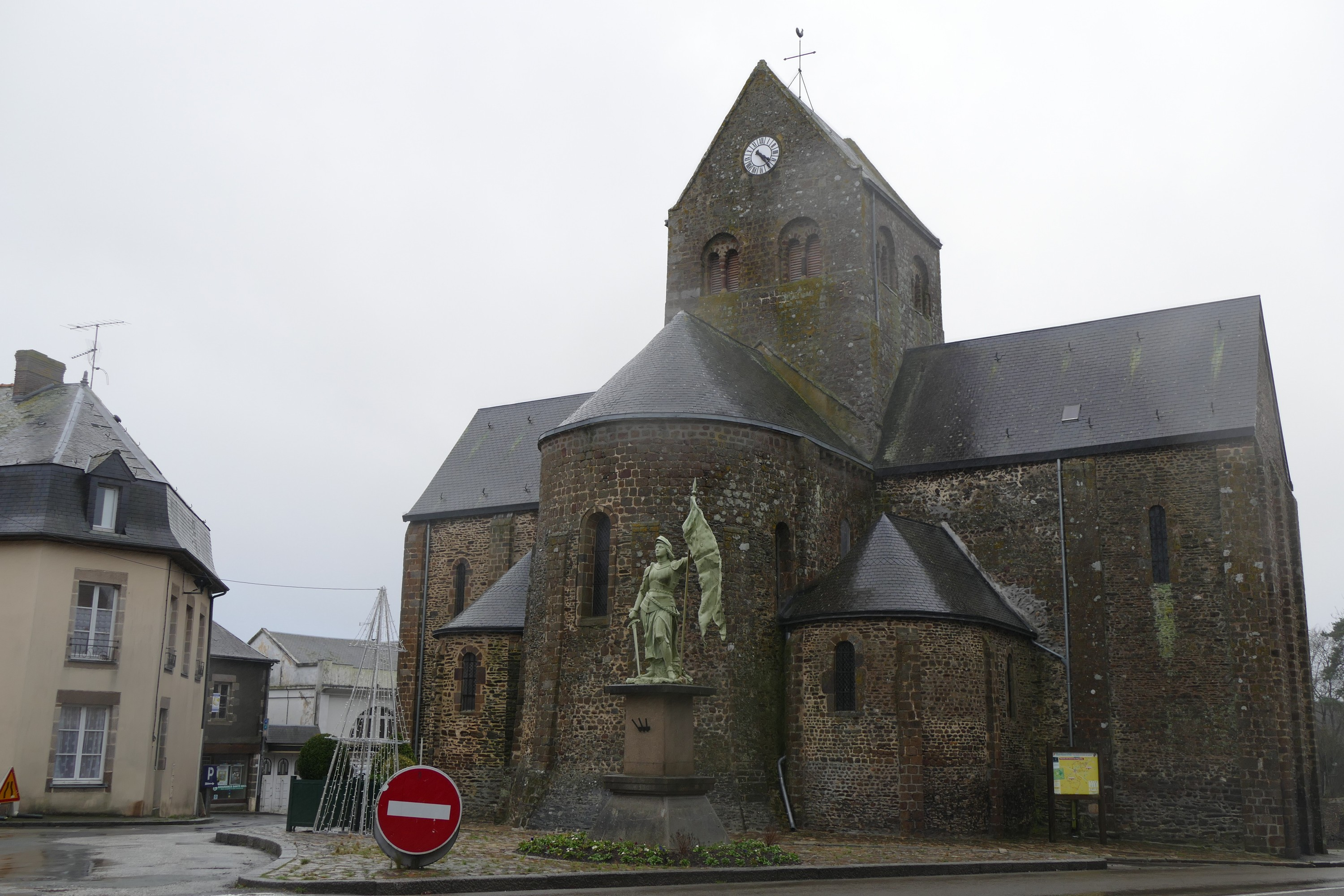
Vue du nord-est, côté chevet.
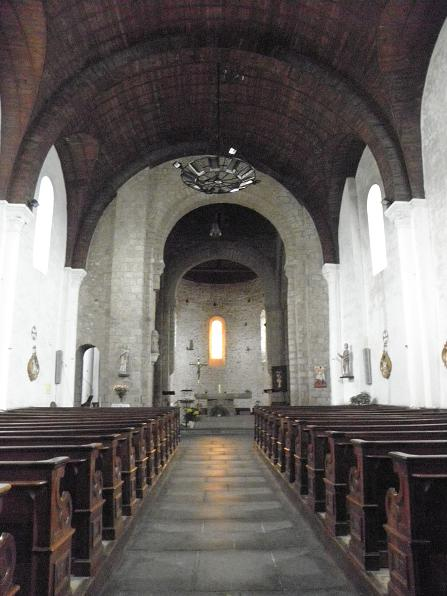
La nef.
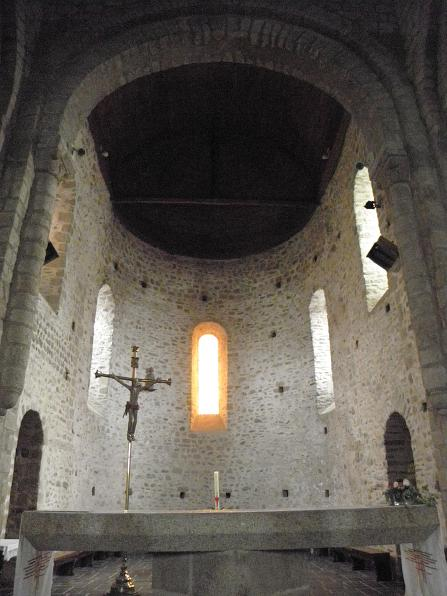
Le chœur.

## Mobilier

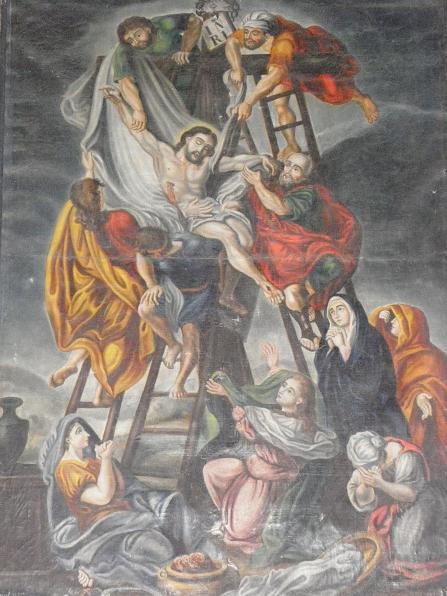
Descente de Croix.